# 利盟
利盟原是美國的一家上市公司，為印表機的開發及生產商，包括雷射印表機、噴墨印表機及多功能複合機等產品，列印耗材主要服務對象為商業用戶與個人消費者，后于2016年被纳思达收购。該公司總部設在肯塔基州的列克星敦。

## 歷史
於1991年3月脫離美國IBM公司印表機部門，另外成立新公司為利盟國際公司，IBM持有百分之十的股權在新公司。1995年在紐約證券交易所上市。
利盟在全世界約150多個國家做雷射印表機、噴墨印表機及多功能複合機的銷售，尤其以低成本的噴墨印表機為主要產品。全球市場佔有率在2003年是百分之十九。
利盟在美國還曾是財富500強的公司，2010年最新排名為526名。
除了自己的品牌，利盟還在2003年幫戴爾及IBM和Ricoh合作的InfoPrint Solutions代工印表機。
Lexmark將於2013年底停止噴墨印表的相關發展，並於2015年停止菲律賓的噴墨印表機工廠，專注發展企業用印表機業務。
2015年3月26日利盟以10億美元收購軟體開發商Kofax，以拓展公司軟體業務。
2016年4月20日由珠海艾派克科技(现纳思达，002180.SZ)、香港私人股本公司太盟投資（PAG）及君聯資本組成的財團，以每股40.5美元的現金斥資25.4億美元收購利盟。11月29日合并生效，同时利盟的股票从纽交所除牌。
2024年12月下旬，施樂宣布将收购利盟，交易于2025年下半年完成。

## 產品
利盟專注於印表機和印表機的相關配件及耗材。它目前的各種產品，包括彩色和黑白雷射印表機與噴墨印表機，兩者都包括掃描的功能（包括所有功能於一身的複合機，如：傳真、複印及無線列印等功能）。
利盟是首間在2009年9月初發布無線列印噴墨印表機和有Wi-Fi及觸控螢幕功能的公司。
他們還提供了各式各樣的雷射印表機與軟體解決方案。

## 外部連結
- 利盟官方網站 （页面存档备份，存于）